# Kolozsvár polgármestereinek listája
Ez a lista Kolozsvár polgármestereit sorolja fel hivatali tisztségük időrendi sorrendjében. 
| Név                                                                  | Hivatali idő kezdete | Hivatali idő vége    | Megjegyzés |
| -------------------------------------------------------------------- | -------------------- | -------------------- | --- |
| Pataki József ügyvéd                                                 | 1861. április        | 1861. november       | |
| Wendler Frigyes                                                      | 1861. november       | 1867. augusztus 31.  | |
| Szentkirályi Zsigmond bányamérnök                                    | 1867. szeptember 1.  | 1868. június         | |
| Filep Sámuel                                                         | 1868. június         | 1871. augusztus      | |
| Makoldy Sámuel                                                       | 1871. augusztus      | 1872. június         | |
| Medgyesi Tivadar                                                     | 1872. június         | 1874. január 31.     | |
| Simon Elek jogász                                                    | 1874. február 1.     | 1880. szeptember 1.  | |
| Minorich Károly rendőrfőkapitány, 1881-ig helyettes polgármesterként | 1880. szeptember 1.  | 1884. július         | |
| Haller Károly jogász                                                 | 1884. augusztus 1.   | 1886. május 1.       | |
| Albach Géza jogász                                                   | 1886. május 1.       | 1898. június 30.     | |
| Szvacsina Géza jogász                                                | 1898. július 1.      | 1913. november 30.   | |
| Haller Gusztáv jogász                                                | 1913. december 1.    | 1918. december 24.   | |
| Iulian Pop jogász                                                    | 1919. január 19.     | 1923. április 13.    | |
| Aurel Moga                                                           | 1923. április        | 1923. április        | |
| Octavian Utalea jogász                                               | 1923. május 1.       | 1926. március 14.    | |
| Theodor Mihali jogász                                                | 1926. április 21.    | 1926. október 21.    | |
| Vasile Osvadă közgazdász                                             | 1926. október 21.    | 1927. június 23.     | |
| Theodor Mihali jogász                                                | 1927. június 23.     | 1931. július 24.     | |
| Coriolan Tătaru orvos                                                | 1931. július 24.     | 1932. január 31.     | |
| Sebastian Bornemisa újságíró                                         | 1932. február 1.     | 1932. június 11.     | |
| Victor Deleu jogász                                                  | 1932. június 13.     | 1933. november 18.   | |
| Nicolae Drăganu nyelvész, irodalomtörténész                          | 1933. november 18.   | 1938. január 1.      | |
| Laurian Gabor jogász                                                 | 1938. január 1.      | 1938. február 13.    | |
| Richard Filipescu jogász                                             | 1938. február 17.    | 1938. szeptember 23. | |
| Sebastian Bornemisa újságíró                                         | 1938. szeptember 23. | 1940. szeptember 11. | |
| Beck Albert ezredes                                                  | 1940. szeptember 11. | 1940                 | A második bécsi döntés után pár hónapig katonai városparancsnok. |
| Keledy Tibor jogász                                                  | 1940                 | 1944. április 20.    | |
| Vásárhelyi László                                                    | 1944. április 21.    | 1944. október        | Több román nyelvű újságcikk szerint 1940–41-ben Vásárhelyi, 1941-44 között Keledy volt a polgármester; ez tévedés. Vásárhelyi az alpolgármester volt Keledy mellett; miután Keledy 1944. április 20-tól Budapest főpolgármestere volt, április 21-én Vásárhelyit nevezték ki polgármesternek. Októberben a szovjet csapatok bevonulásakor elmenekült, utána pár napig dr. Nagy László városi főügyész állt a város élén. |
| Tudor Bugnariu szociológus                                           | 1944. október 12.    | 1945                 | A román nyelvű forrás szerint 1944-ben Bugnariu előtt Demeter János volt a polgármester, de ezt más források cáfolják. |
| Gheorghe Chintezanu                                                  | 1946                 | 1952                 | |
| Petre Jurcă                                                          | 1952                 | 1957                 | |
| Aurel Duca                                                           | 1957                 | 1960                 | |
| Gheorghe Lăpădeanu                                                   | 1960                 | 1968                 | |
| Remus Bucşa                                                          | 1968                 | 1975                 | |
| Constantin Crişan                                                    | 1975                 | 1983                 | |
| Constantin Chirilă                                                   | 1983                 | 1985                 | |
| Nicolae Preda                                                        | 1985                 | 1986                 | |
| Gheorghe Cordea                                                      | 1986                 | 1989                 | |
| Ion Pop                                                              | 1989                 | 1990                 | |
| Alexandru Șerban                                                     | 1990                 | 1990                 | |
| Mihai Tălpeanu                                                       | 1990. szeptember     | 1991. szeptember     | |
| Teodor Groza                                                         | 1991                 | 1992                 | |
| Gheorghe Funar közgazdász                                            | 1992. február        | 2004. június         | |
| Emil Boc történész, jogász                                           | 2004. június         | 2009                 | |
| Sorin Apostu állatorvos                                              | 2009                 | 2011                 | |
| Emil Boc történész, jogász                                           | 2012                 |                      | hivatalban |